# Temple Redui
Le temple Redui (chinois : 热堆寺 ; pinyin : rèduī sì) est un temple situé au canton de Nyétang (zh), Xian de Qüxü, au sud de la ville-préfecture de Lhassa, en région autonome du Tibet, en Chine.

## Localisation
Il est situé à 2 km au nord-ouest du village de Redui (热堆村) par la route nationale G318 et à 41 km du centre urbain du Xian.

## Historique
Il est fondé en 1205 par le grand prêtre han Qin Rewa chinois : 秦热娃), parmi six temples, qu'il créé dans l'Ü-Tsang.
Il est aujourd'hui principalement lié à l'école géloug du bouddhisme tibétain (vajrayana). La cour accueille l'institut du bouddhisme tibétain.